# Grazia
Grazia (произн. как 'grattsja) — итальянский женский журнал, выпускаемый еженедельно компанией Arnoldo Mondadori Editore с 1938 года.

## История
Итальянское издание Grazia было впервые опубликовано Mondadori в ноябре 1938 года. Он был создан по образцу американского журнала Harper's Bazaar. В первое время Grazia писал о традиционных ценностях Италии, таких как кулинария и воспитание детей. Во время фашистского правления в стране журнал следовал фашистской политике и пропаганде. После Второй мировой войны журнал был обновлён, но его консервативная позиция осталась.
С момента своего основания до сентября 1943 года художественным руководителем журнала был Бруно Мунари.
В Италии Grazia принадлежит крупной издательской компании Mondadori.
В июле 2015 года журнал опубликовал статью, в которой поощрялось разведение домашних животных для заработка денег на покупку дорогой мебели. Это вызвало международное осуждение со стороны любителей животных. В заявлении для прессы Британского королевского общества по предотвращению жестокого обращения с животными (RSPCA) содержалось критическое отношение к журналу Grazia.

## Международные издания
Журнал имеет международные издания в нескольких странах. Его первый интернациональный выпуск был опубликован в Болгарии в марте 2004 года. Британская версия журнала начала издаваться в феврале 2005 года по лицензии компанией Bauer Consumer Media. Греческая версия была выпущена в апреле 2005 года. В ноябре того же года впервые было выпущено его издание в ОАЭ.
Журнал выходит в Хорватии с февраля 2006 года и в Сербии с июня 2006 года. Русское издание начало выходить в марте 2007 года, тогда как Нидерланды последовали в августе 2007 года. Журнал в Индии был запущен в мае 2008 года. Австралийская версия появилась в июле 2008 года. В феврале 2009 года была запущена китайская версия журнала, которая стала её 12 международным изданием. Французская версия Grazia была впервые опубликована в августе 2009 года.
Первый выпуск корейского издания состоялся 20 февраля 2013 года. В нём был представлен фоторепортаж актёров Ли Бюнг-Хуна, Бэ Су-Бина и Ким До Хена для пьесы по фильму «Маскарад» (2012). По случаю запуска Пакистанского Grazia в феврале 2017 года была устроена вечеринка, которая состоялась в особняке HSY в Карачи 6 февраля с издателем и главным редактором издания Захраа Сайфуллой и девушкой с обложки первого номера (Мавра Хокейн).

## Тираж
Журнал Grazia имел тираж 374 213 экземпляров в 1984 году. Итальянская версия журнала имела тираж 240 000 экземпляров с января по август 2003 года. В 2007 году тираж этого издания составил 218 083 экземпляра. В первой половине 2011 года тираж журнала вырос до 382 000 экземпляров. Тогда же тираж британского издания составлял 219 741 экземпляров, а к второму полугодию 2013 года сократился до 160 019 экземпляров.